# ギュストーの戦い
ギュストーの戦い（ギュストーのたたかい、スウェーデン語: Slaget vid Güstow）は七年戦争中の1758年11月18日、プレンツラウの近くのギュストーにおいてプロイセン軍がスウェーデン軍に勝利した戦闘。